# Joe Willock
Joseph George Willock (ur. 20 sierpnia 1999 w Londynie) – angielski piłkarz występujący na pozycji pomocnika w angielskim klubie Newcastle United. Wychowanek Arsenalu.

## Kariera klubowa
Willock dołączył do akademii Arsenalu mając 4,5 roku, dzięki czemu mógł występować u boku swoich starszych braci. Swój debiut w drużynie seniorów zanotował 20 września 2017 podczas spotkania Pucharu Ligi Angielskiej z Doncaster Rovers. Z kolei w Premier League zadebiutował 15 kwietnia 2018 przy okazji meczu z Newcastle United. Pierwszą bramkę w seniorskim futbolu zdobył 29 listopada 2018 podczas wygranego 3:0 spotkania Ligi Europy z Worskłą Połtawa. 12 września 2019 Willock podpisał nowy, długoterminowy kontrakt z Arsenalem.

## Sukcesy

### Arsenal
- Puchar Anglii: 2019/2020
- Tarcza Wspólnoty: 2017, 2020

### Wyróżnienia
- Piłkarz miesiąca Premier League: Maj 2021[6]